# Georgia Epiphaniou
Georgia Epiphaniou (griechisch Γεωργία Επιφανίου; * 6. Mai 2002) ist eine zyprische Skirennläuferin. Sie startet hauptsächlich in den technischen Disziplinen Riesenslalom und Slalom.

## Karriere
Epiphaniou gab ihr internationales Renndebüt bei einem FIS-Riesenslalom am 11. Dezember 2018 in Kronplatz. Ihr erstes internationales Großereignis bestritt sie zwei Monate später beim Europäischen Olympischen Winter-Jugendfestival in Sarajevo. Dort erreichte sie als beste Platzierung den 50. Rang im Slalom.
Eine Steigerung dem gegenüber gelang ihr ein Jahr später bei den Olympischen Jugend-Winterspielen in Lausanne. Im Slalom wurde sie 35.
2021 nahm Epiphaniou erstmals an einer Alpinen Skiweltmeisterschaft teil. Mit Rang 47 im Riesenslalom gelang ihr ein Achtungserfolg.
Ihr bisher letztes internationales Rennen bestritt sie am 16. Januar 2022 in Bjelašnica, seitdem ist sie nicht mehr als Skirennläuferin in Erscheinung getreten.

## Erfolge

### Weltmeisterschaften
- Cortina d’Ampezzo 2021: 47. Riesenslalom, DNF Slalom

### Olympische Jugend-Winterspiele
- Lausanne 2020: 35. Riesenslalom, DNF Slalom

### Europäisches Olympisches Winter-Jugendfestival
- Sarajevo 2019: 50. Slalom, 68. Riesenslalom

### Weitere Erfolge
- 5 Platzierungen unter den besten 5 bei FIS-Rennen, davon ein Podestplatz